# Tworków (zámek)
Zámek Tworków (polsky Pałac w Tworkowie, německy Schloss Tworkau) jsou ruiny slezského trojkřídlového zámku s nádvořím ve vesnici Tworków ve gmině Krzyżanowice v okrese Ratiboř ve Slezském vojvodství v jižním Polsku. Honosnost zámku dokládá množství věžiček, mansard, arkýřů, hodinová věž aj. Věž hradu slouží jako rozhledna.

## Historie
Renesanční zámek Tworków vznikl přestavbou gotické středověké tvrze. Přestavba se započala nebo ukončila v roce 1567, což je napsáno na věži zámku. V roce 1567 byl majitelem zemský soudce (latinsky iudex terrestris) Kasper Wiskota von Wodnik. Po jeho smrti, v roce 1574 získal zámek další zemský soudce Johann von Bess von Cöln und Katowitz a v roce 1585 zase rodina von Charwat a následně rodina Lassota. Následně získala zámek rodina Lichnowski, která v letech 1621 až 1637 zámek stavebně modernizovala. W roce 1637 zámek koupil Wilhelm Boreck, poradce císaře Ferdinanda II. Pak koupila zámek vdova Wilhelmina von Reiswitz. Během třicetileté války se v zámku nacházelo vojenské velitelství. V roce 1714 koupila zámek rodina von Trach a v roce 1772 pak rodina Eichendorff, která zde založila anglický park. V roce 1841 získala zámek rodina von Saurma-Jeltsch, která jej v letech 1872–1874 přestavěla. V lednu 1931 vypukl v paláci velký požár s podezřením na žhářství a pojišťovací podvod. Nakonec v soudním sporu bylo stanoveno nižší odškodné. Palác již nebyl nikdy opraven, ale pouze provizorně pokryt střechou. V roce 1945, během druhé světové války, palác vyhořel podruhé. V roce 1957 byla dohodnuta demolice budovy (s odůvodněním, že se jedná o méněcenný postněmecký majetek, který nepředstavuje památku a je nevhodný k rekonstrukci. Demolice se naštěstí neuskutečnila. Zříceniny jsou od roku 2004 ve vlastnictví gminy Krzyżanowice a provádějí se rekonstrukční práce.

## Další informace
V zámku byl také pivovar. K zámku vedou také turistické stezky a cyklostezka.

## Galerie

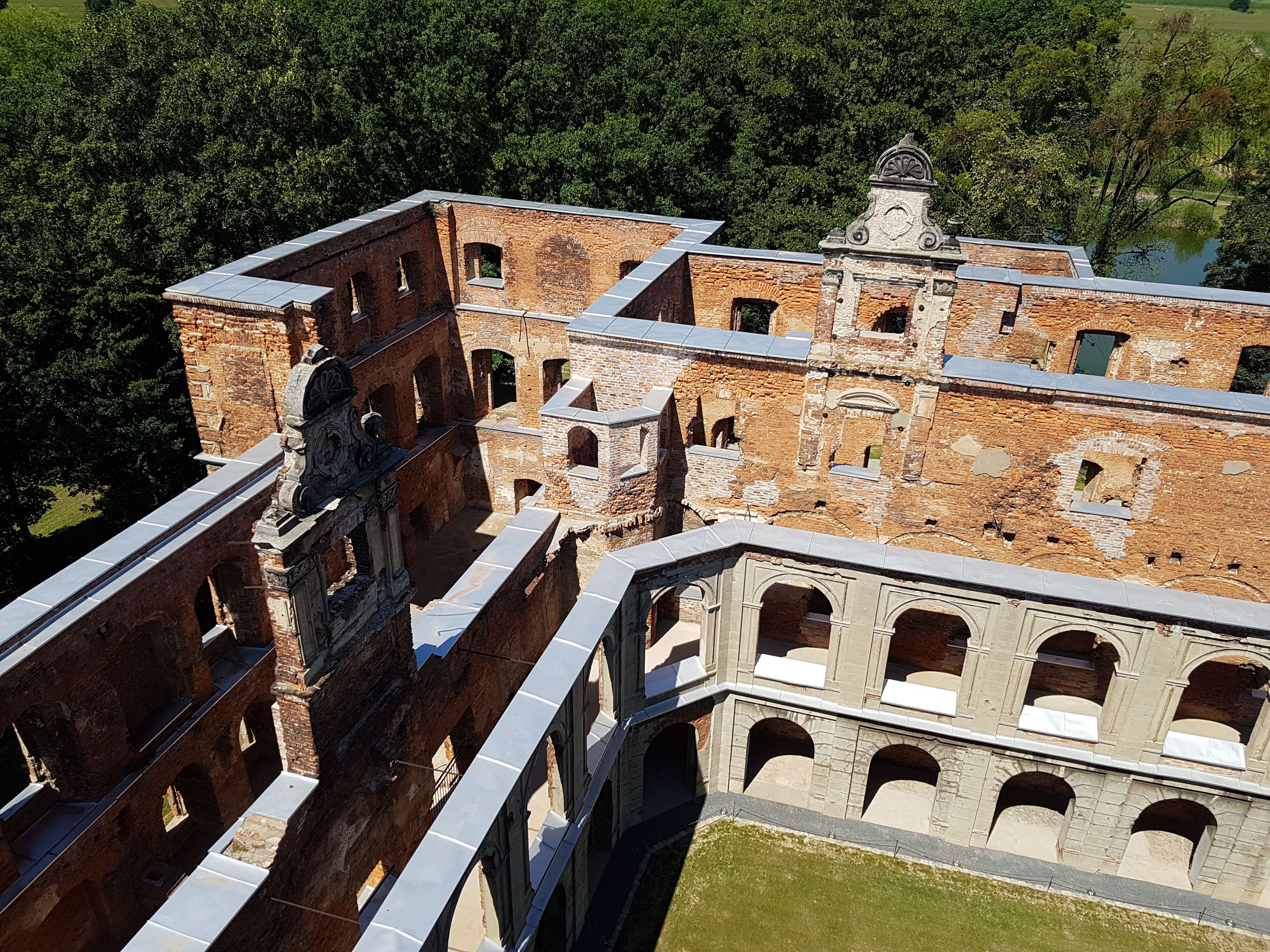
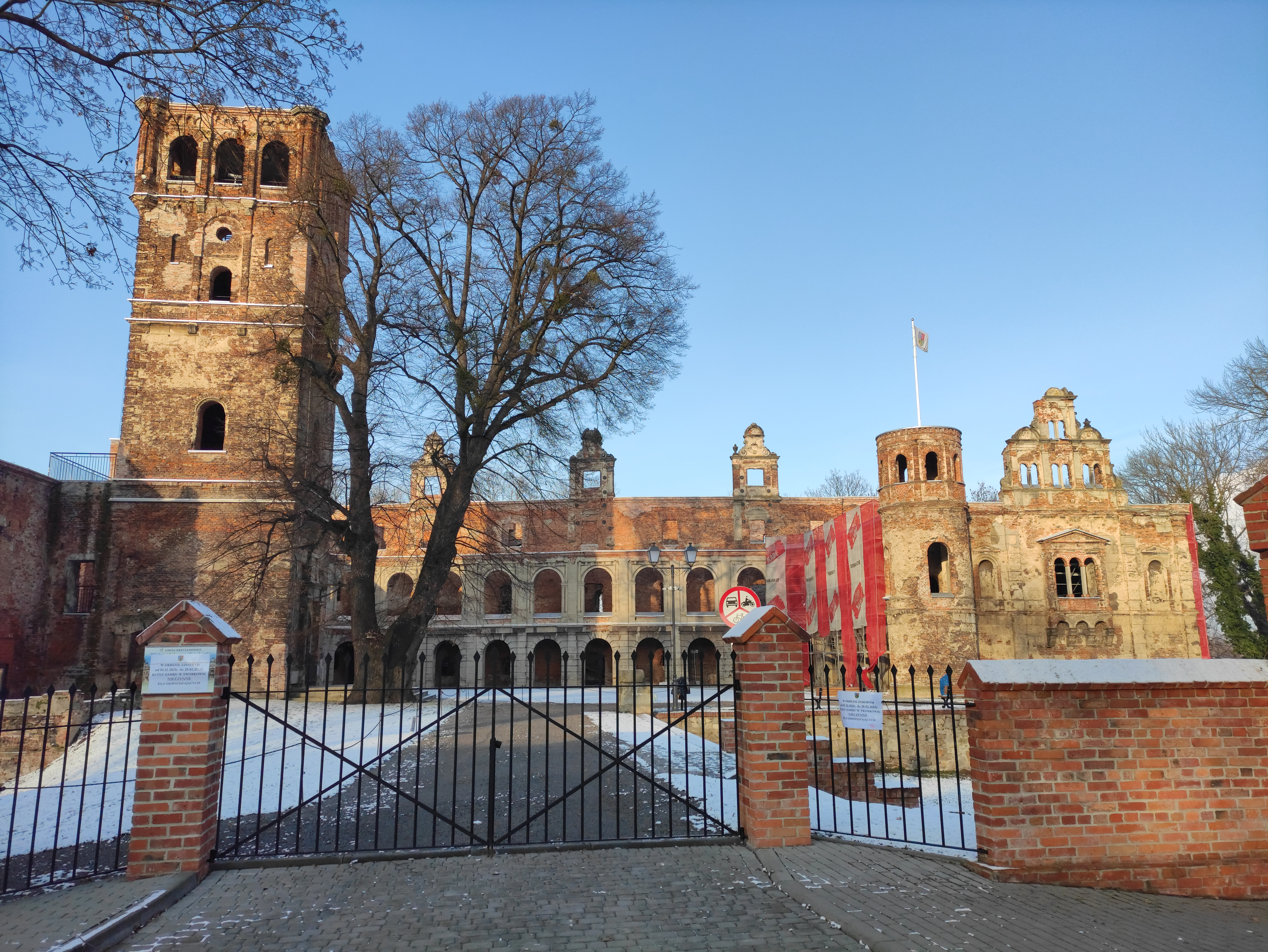
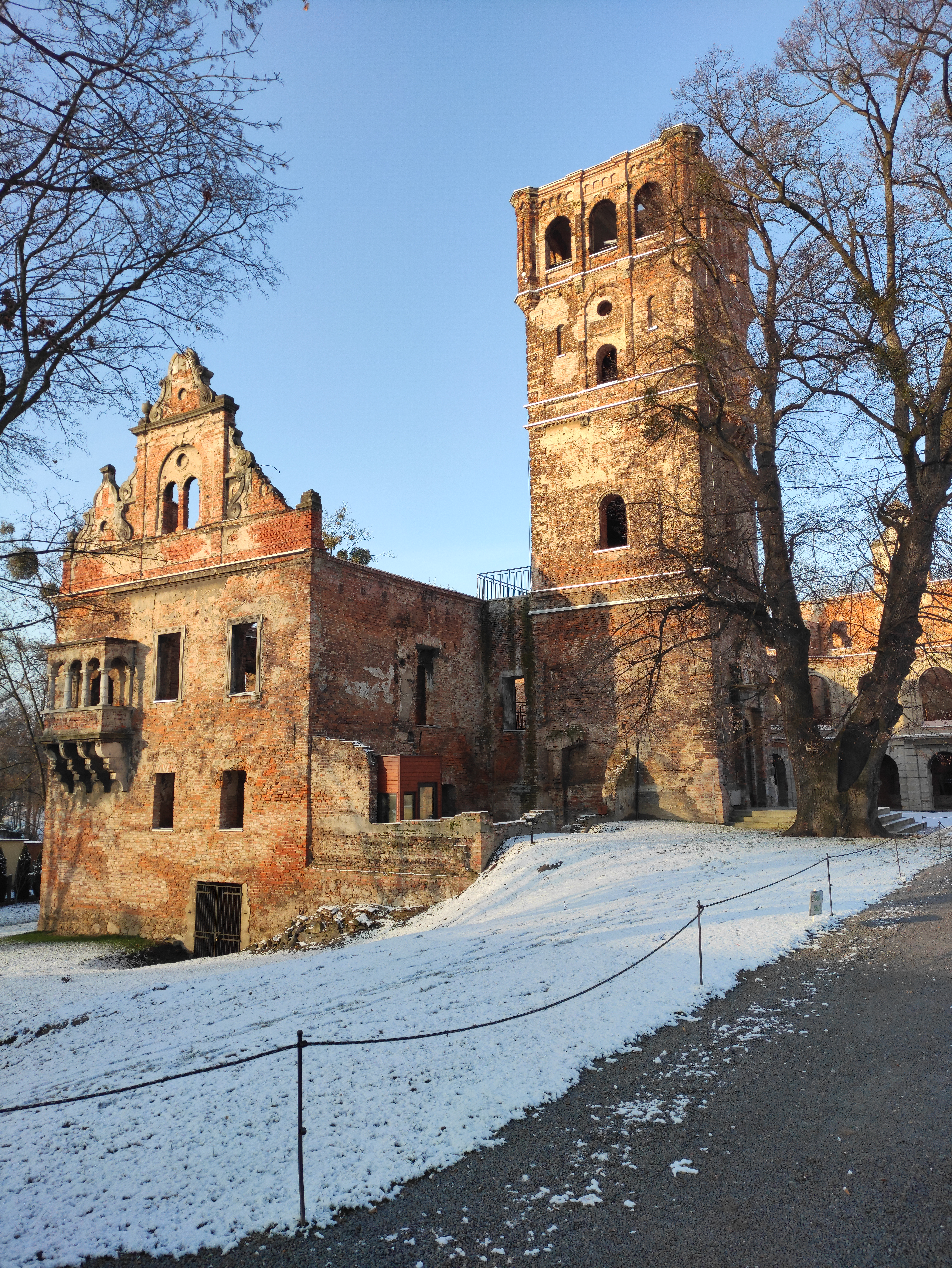
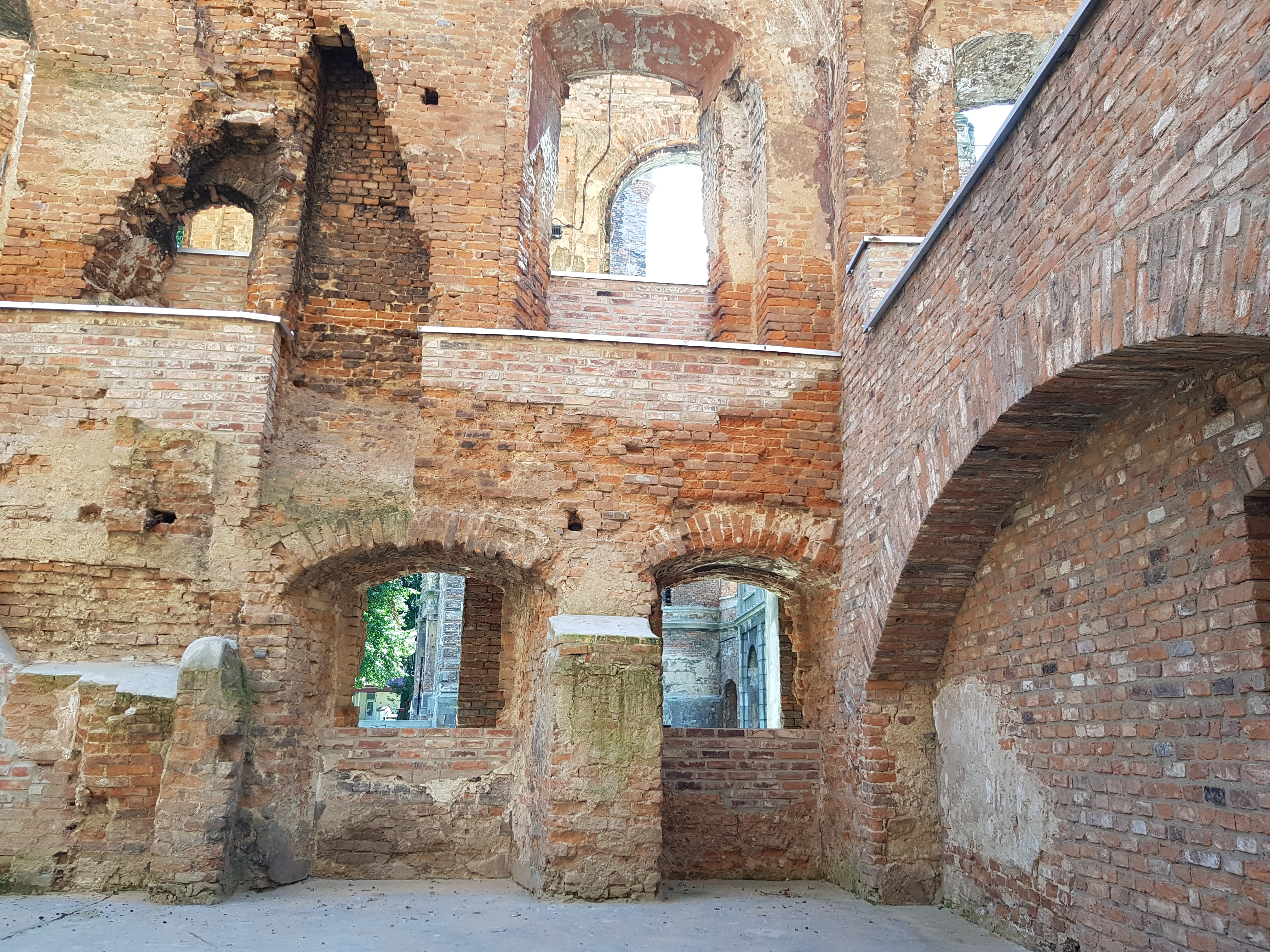
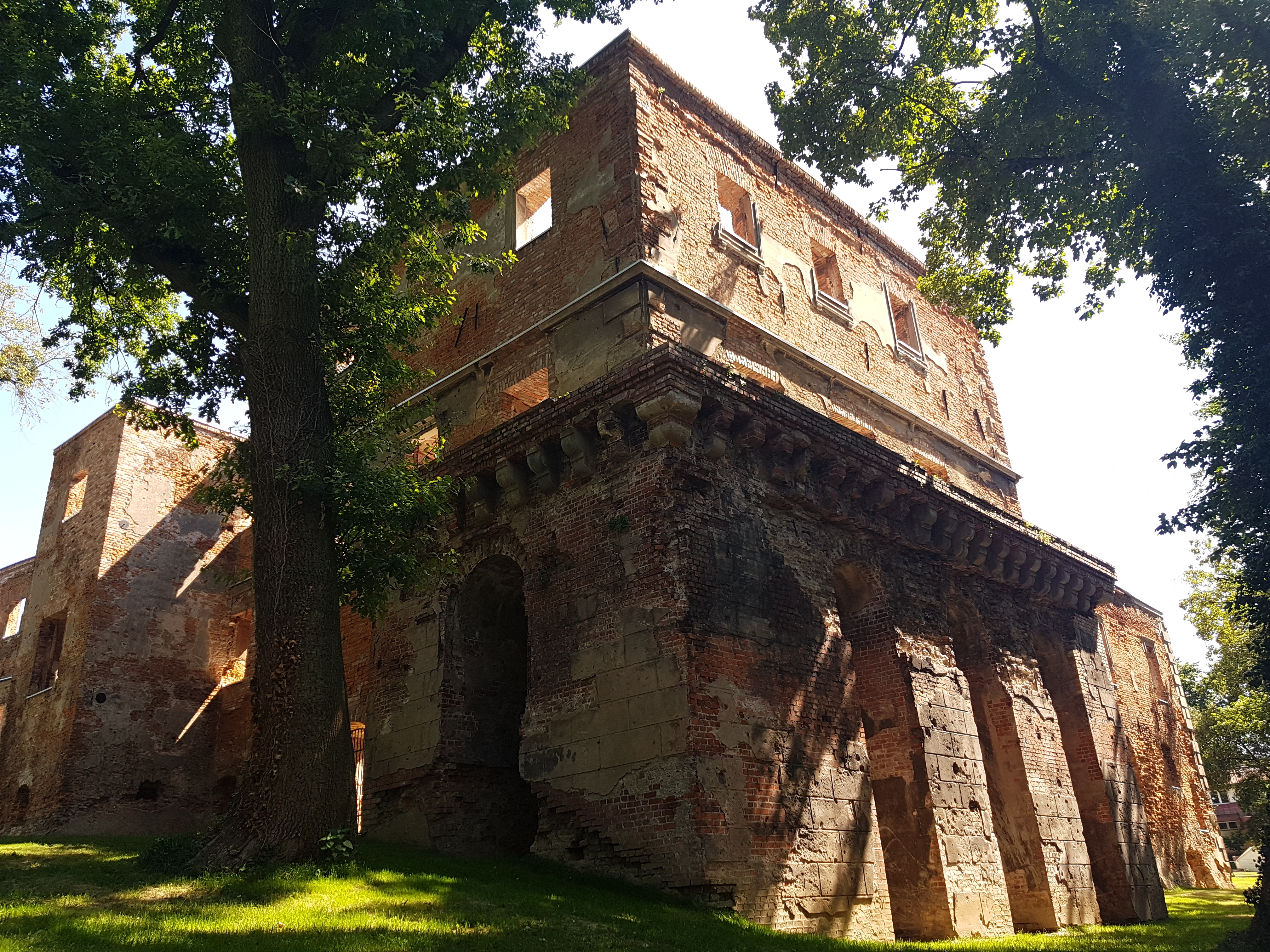
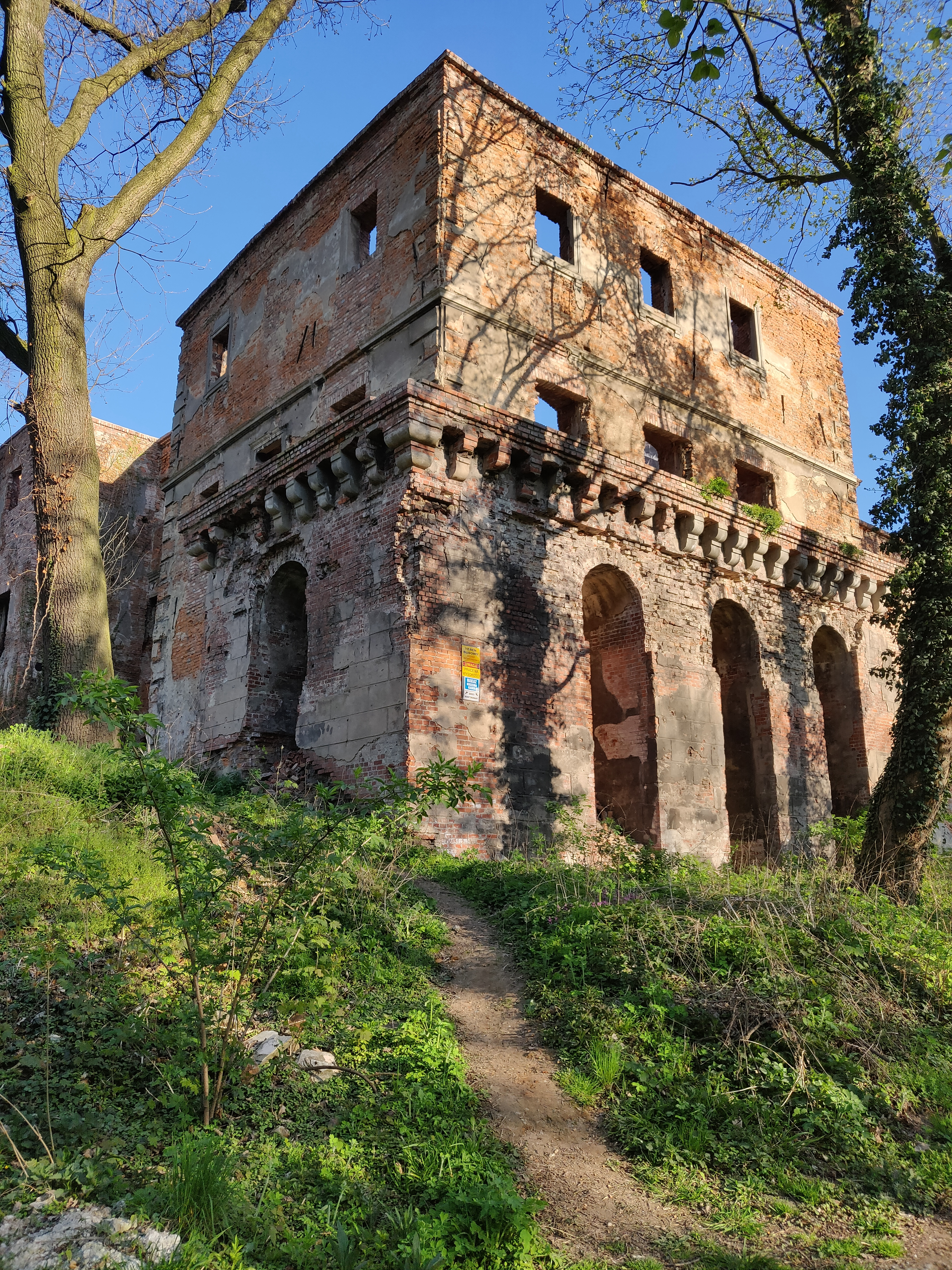
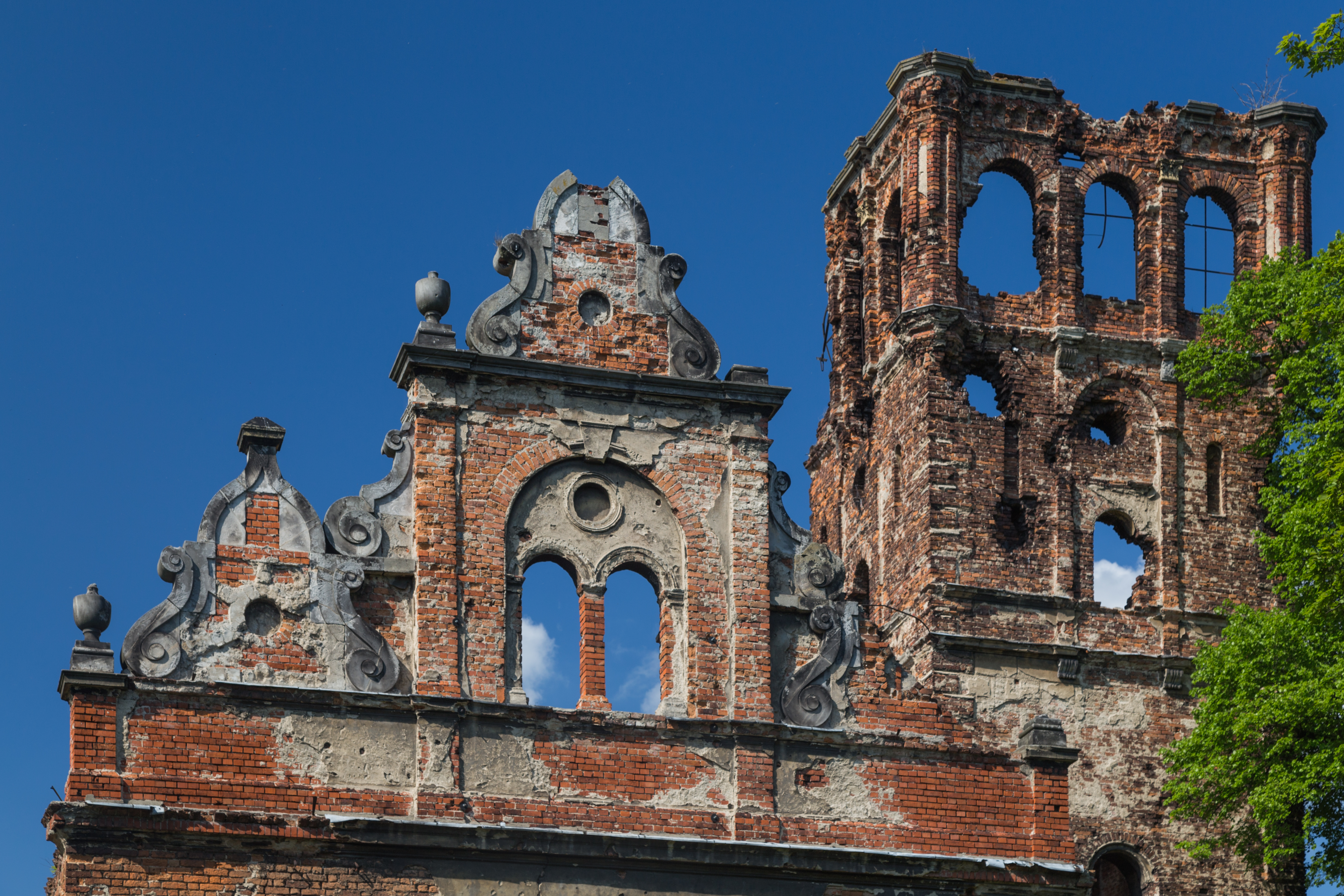
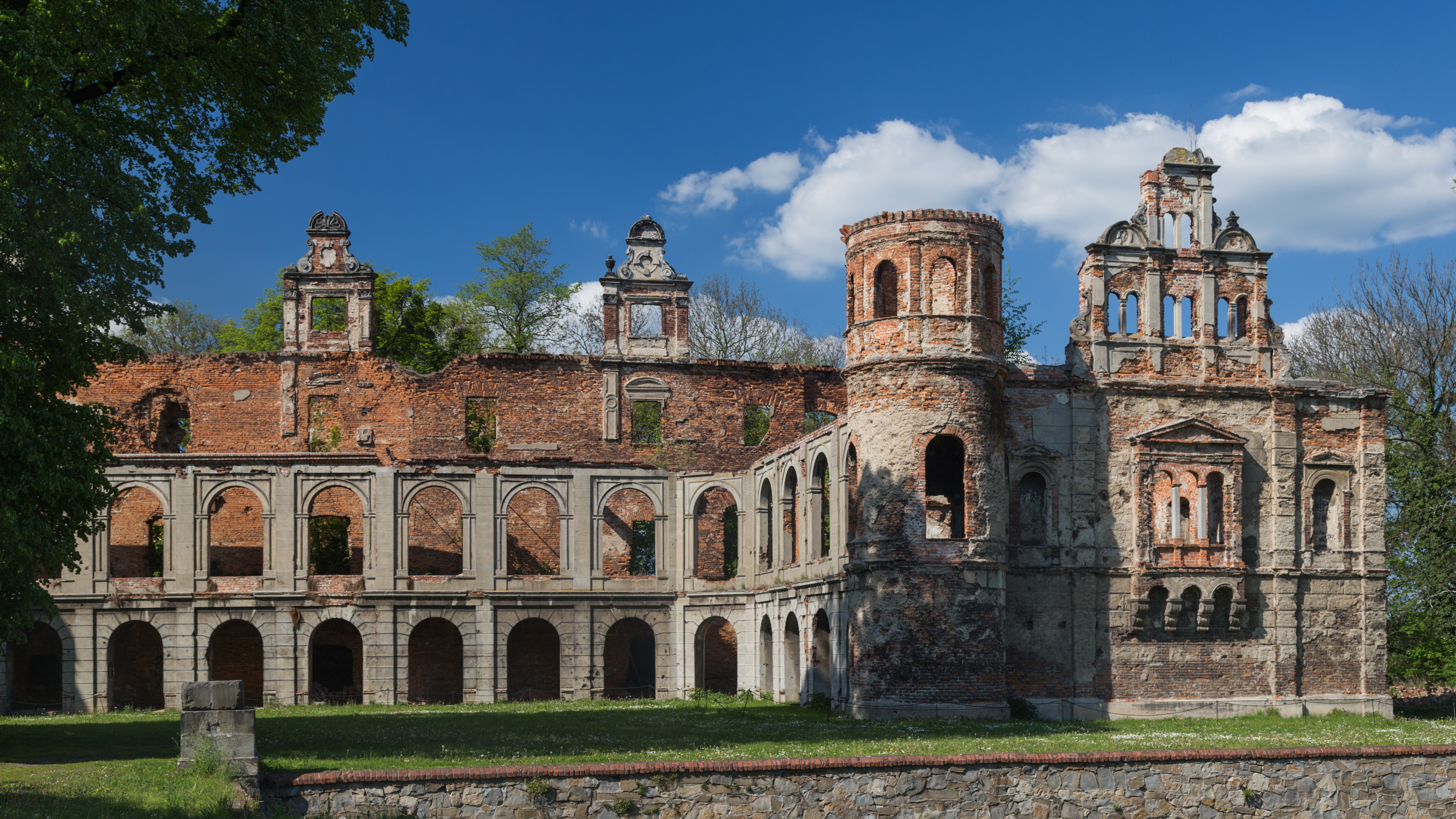
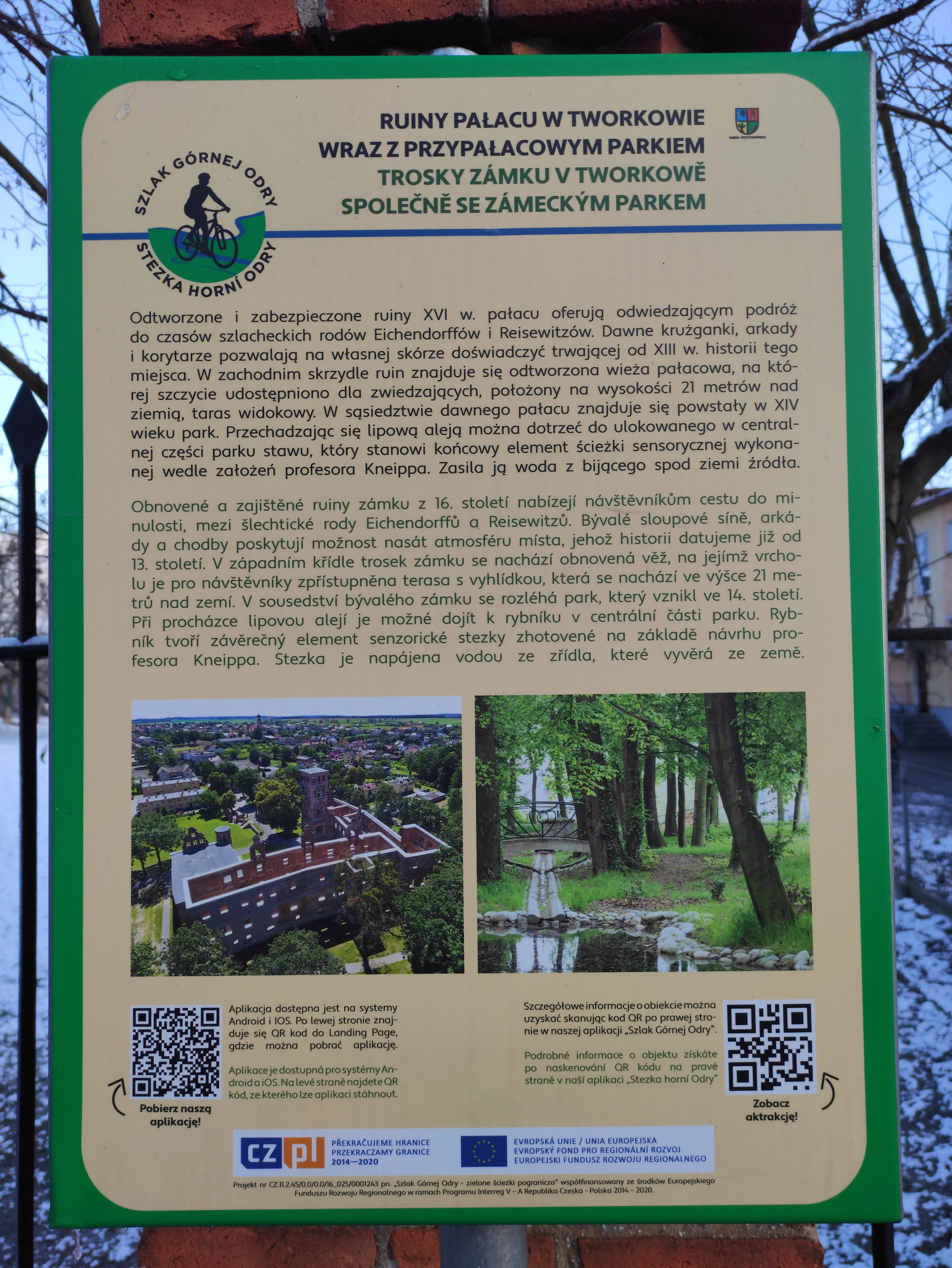
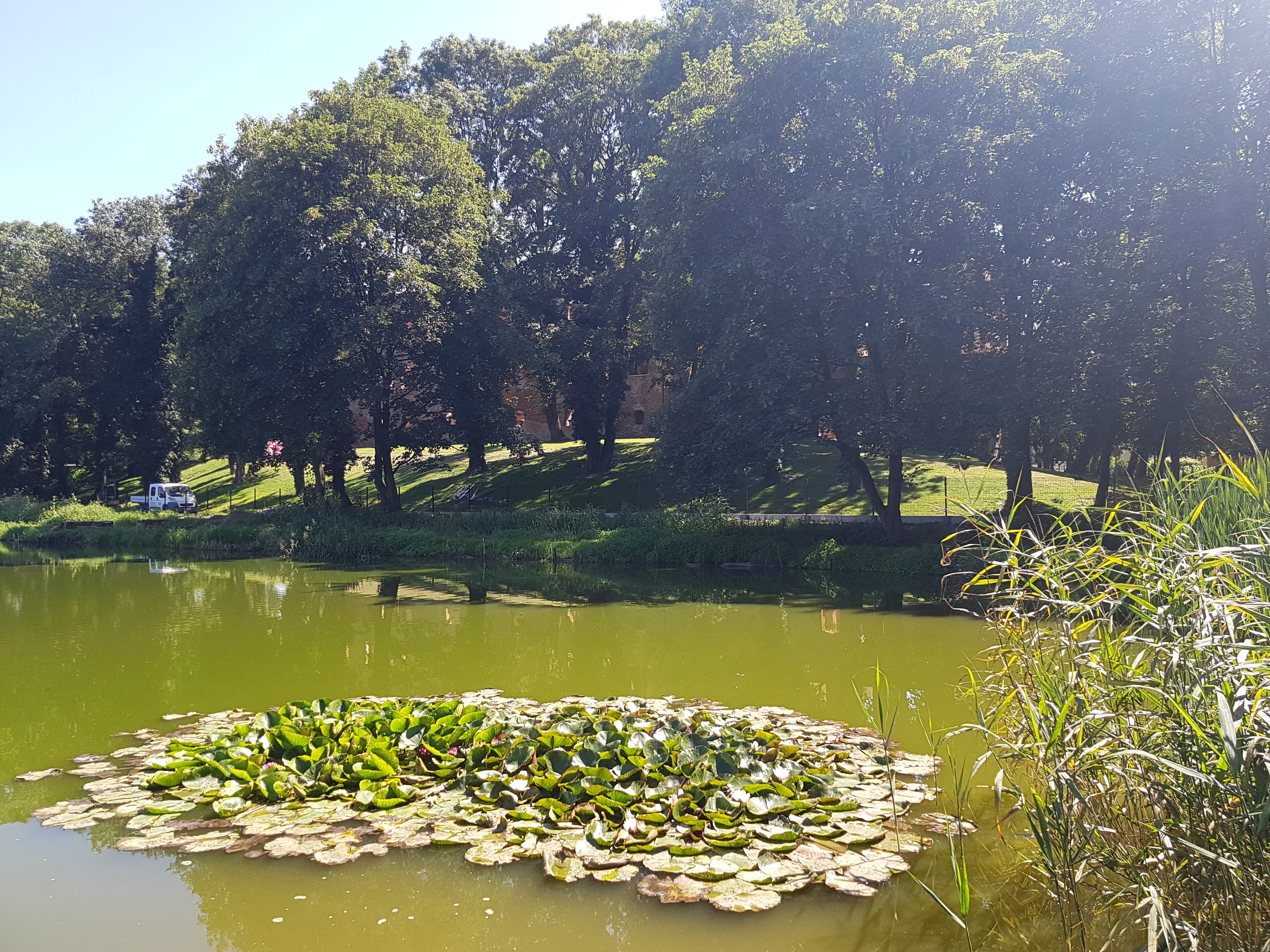
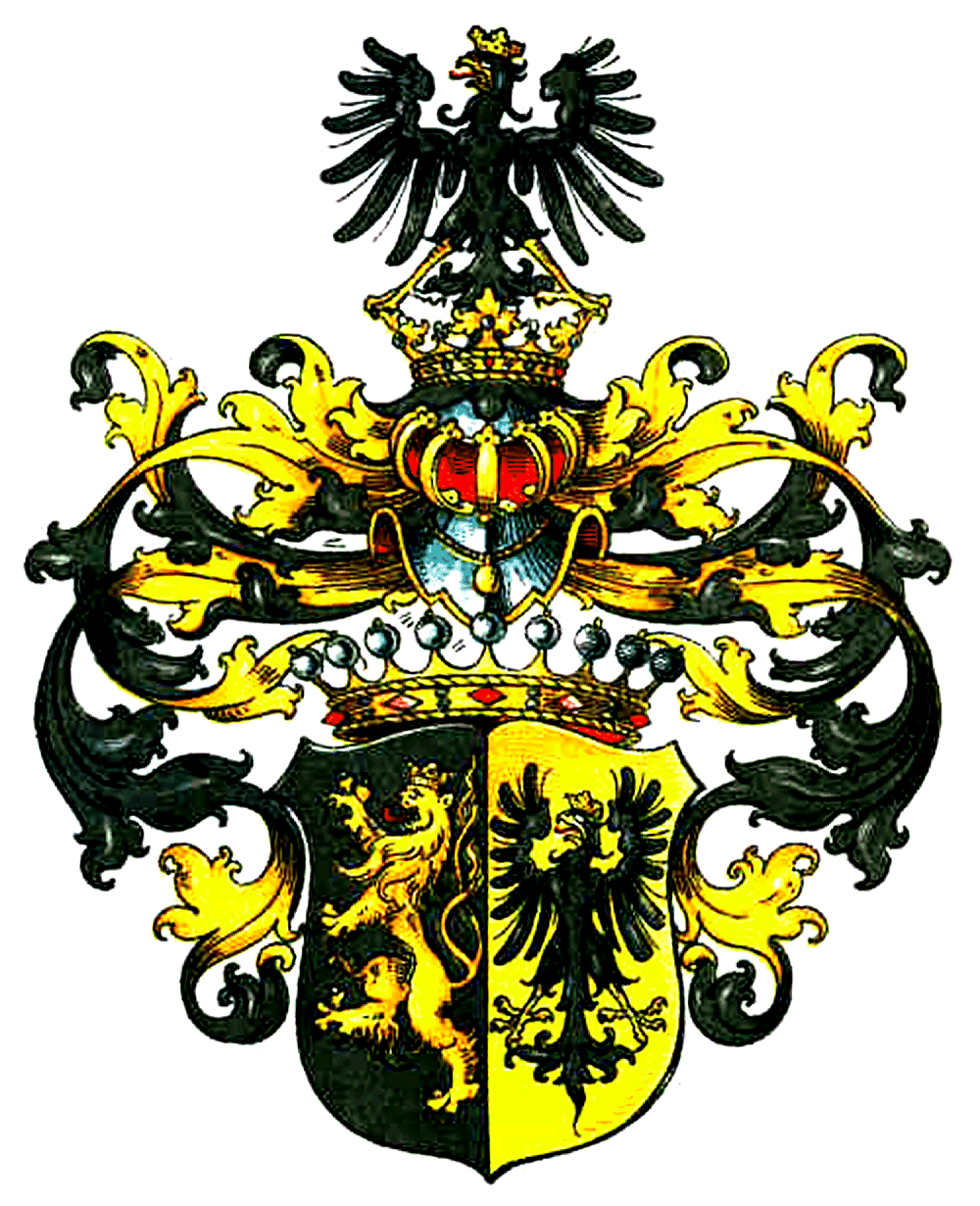